# Vogt-Russell-Theorem
Das Vogt-Russell-Theorem (oder Russell-Vogt-Theorem) ist ein nach Heinrich Vogt und Henry Norris Russell benannter Zusammenhang in der Astronomie. Es ist auch bekannt als Vogtscher Eindeutigkeitssatz.
Es besagt, dass Masse und (chemische) Zusammensetzung eines Sterns eindeutig seinen Radius, seine Leuchtkraft, seine interne Struktur sowie seine Entwicklung im Laufe der Zeit bestimmen.
Das Theorem stellt aber nur eine grobe Annäherung an die tatsächlichen Verhältnisse in einem Stern dar und wird heute eher als Faustregel verwendet.